# رایفایزن تسنترال‌بانک

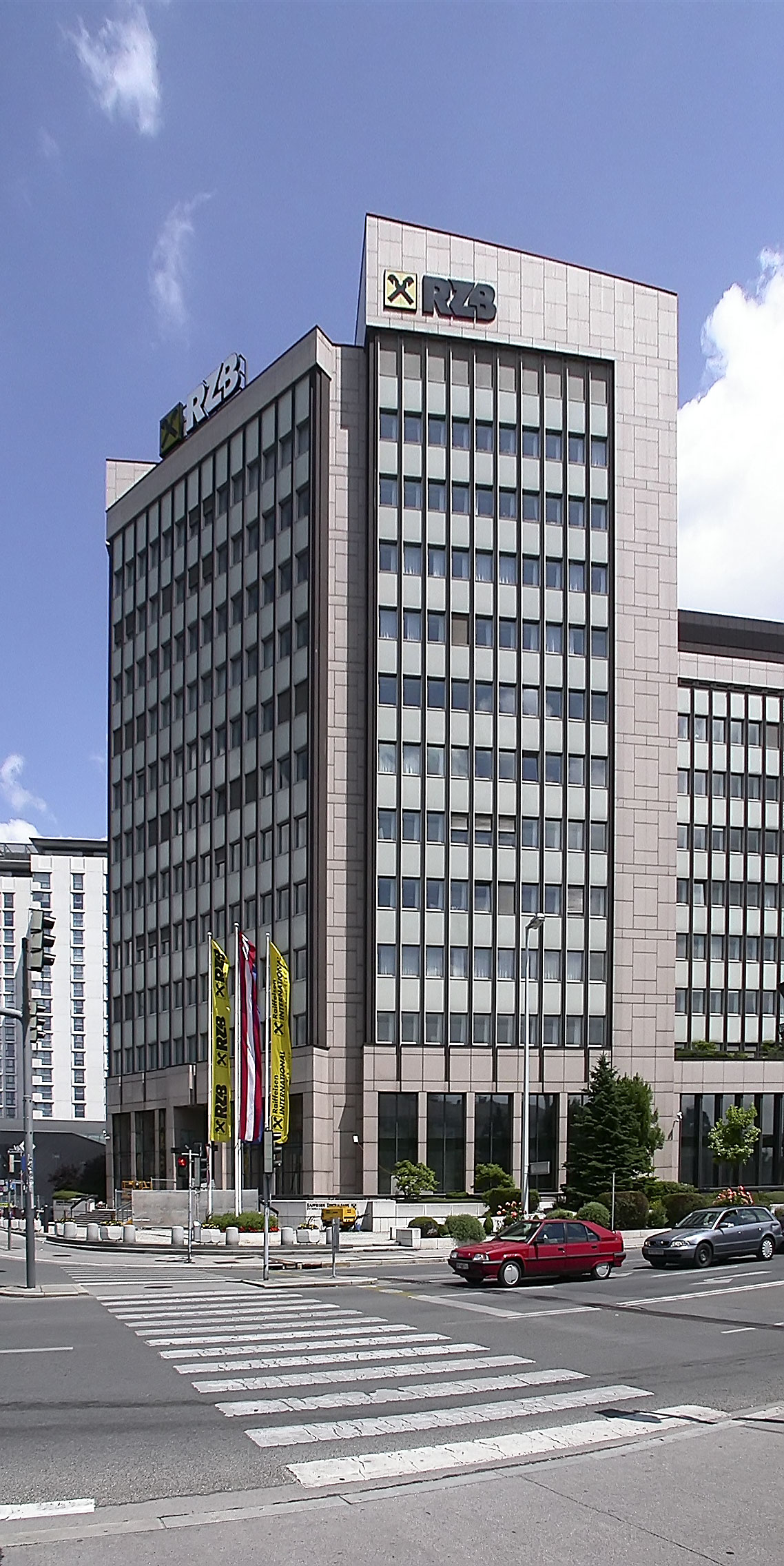
شعبه مرکزی رایفایزِن تسِنترال‌بانک در وین

رایفایزِن تسِنترال‌بانک (به آلمانی: Raiffeisen Zentralbank) شرکت خدمات مالی و بانکداری اتریشی است، که به‌عنوان موسسه مرکزی گروه رایفیزن بانک، وظیفه مدیریت بر آن و شرکت‌های زیرمجموعه رایفیزن را برعهده دارد.
رایفایزِن تسِنترال‌بانک مالک بزرگترین شبکه بانکی مستقر در اروپای مرکزی و شرقی بوده و به‌عنوان سومین بانک بزرگ در کشور اتریش شناخته می‌شود.
شعبه مرکزی رایفایزِن تسِنترال‌بانک در شهر وین، اتریش قرار دارد و بخشی از سهام آن در بازارهای بورس وین و بورس اوکراین مبادله می‌شود.